# 静活
静活株式会社（しずかつ、英: Shizukatsu Co., Ltd.）は、静岡県静岡市を中心に映画館とアミューズメント施設を経営・運営する企業である。江崎新聞店の子会社である。社名は旧名称の静岡活動写真（しずおかかつどうしゃしん）の略。

## 沿革
- 1919年（大正8年）4月 - 静岡活動写真株式会社設立（資本金3万3千円）。同年、洋画専門館「キネマ館」開業。
1932年（昭和7年）の時点では、静岡市内の映画館はキネマ館のほか、電気館、歌舞伎座、立花館、明治館の4館が存在していた[1]。
- 1948年（昭和23年）1月 - 静活株式会社に社名変更。
- 1951年（昭和26年）12月31日 - 静岡オリオン座（初代）開業。
- 1957年（昭和32年）
  - 6月25日 - 静活会館（静岡松竹劇場・有楽座）開業。劇場の建物正面には、ジョルジュ・スーラの絵画『グランド・ジャット島の日曜日の午後』が描かれていた。
  - 12月 - 静活文化会館開業。同館内に「静岡大映劇場」（後の静岡松竹→静岡ピカデリー）を新設。
- 1961年（昭和36年）12月 - 静活有楽会館開業。同館内に「静岡日活劇場」「銀座劇場」（後の静岡ミラノ1・2・3）を新設。
- 1965年（昭和40年） - 静活文化会館の最上階にあった喫茶店を改修し「静岡小劇場」とする。
- 1967年（昭和42年） - 静活文化会館地下にあったアイススケート場「静岡アイスパレス」跡地に「静岡名画座」（後の静岡ピカデリー2）開業。
- 1970年（昭和45年）2月 - 静活ボウリングビル開業。
- 1971年（昭和46年） - 静岡オリオン座（初代）閉館。それにともない静岡松竹劇場を静岡オリオン座（2代）に改称。洋画ロードショー館となる。
- 1972年（昭和47年）頃 - 後に静岡けんみんテレビ局舎となる多目的ビルが落成。
- 1992年（平成4年） - 成人向映画館だった「静岡南街劇場」閉館。
- 2007年（平成19年）
  - 6月25日 - 静岡オリオン座開業50周年記念イベント開催。同年11月3日、『オリヲン座からの招待状』を静岡オリオン座で封切る。
  - 12月22日 - 駿東郡清水町にシネマコンプレックス「シネプラザサントムーン」オープン。
- 2008年（平成20年）9月13日 - 静岡東映跡を借り受け「静岡ピカデリーZERO」としてオープン。
- 2011年（平成23年）
  - 10月2日 - 七間町で経営する6館9スクリーンを全て閉館。これにより、七間町の映画館は日映が運営する静岡東宝会館のみとなった。
  - 10月5日 - 建替えとなった新静岡セノバ（前身は新静岡センター）内にシネマコンプレックス「シネシティ・ザート」をオープン。
- 2022年（令和4年）
  - 2月25日 - 静活ボウリングビル跡地に複合施設ARTIE（アルティエ）をオープン。

## 映画館

### シネシティ・ザート

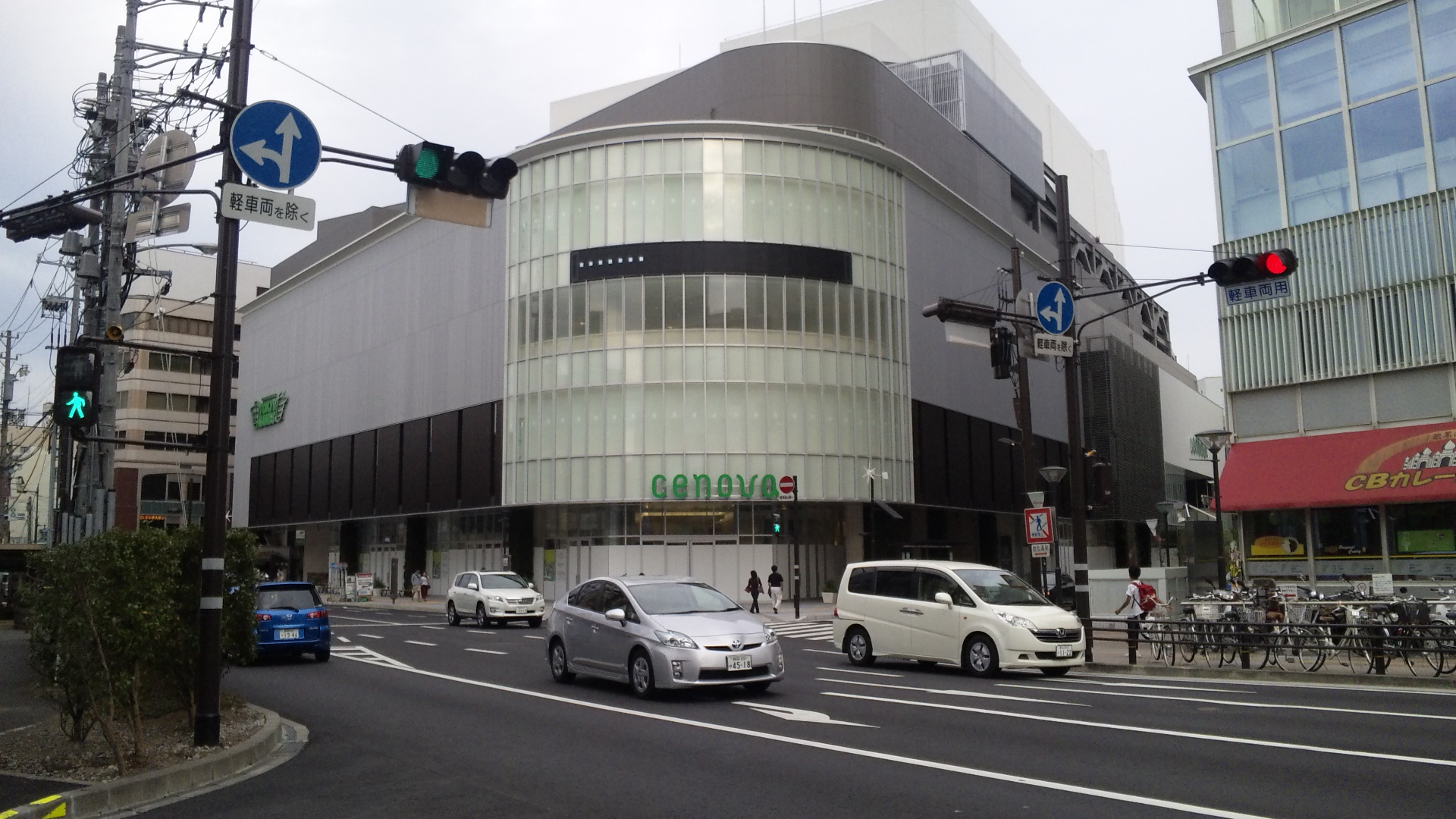
シネシティ・ザートが入居する新静岡セノバ

シネシティ・ザート（CINECITY ZART）は、2011年10月5日に開業した商業施設「新静岡セノバ」9階に所在するシネマコンプレックス。館名の「ZART」（ザート）は、七間町にあった「オリオン座」（後述）の“座（ZA）”と、芸術の英語読みである「アート（ART）｣を掛けた造語である。10スクリーン・定員1941人。全スクリーンがDLP上映に対応している。
2016年12月31日から、1番シアターで上映する一部の作品で、重低音を強化した体感上映を実施している。
| シアター | 座席数 | 備考                                            |
| -------- | ------ | ----------------------------------------------- |
| 1        | 320    | 35mm映写機併用 一部の作品で重低音体感上映を実施 |
| 2        | 231    |                                                 |
| 3        | 86     | 35mm映写機併用                                  |
| 4        | 145    | 3D（RealD方式）対応                             |
| 5        | 214    | 3D（RealD方式）対応 35mm映写機併用              |
| 6        | 200    | 3D（RealD方式）対応                             |
| 7        | 194    | 35mm映写機併用                                  |
| 8        | 76     |                                                 |
| 9        | 162    |                                                 |
| 10       | 313    | 3D（RealD方式）対応                             |

### LIVLIV
ホログラムシアター（ARTIE / 葵区七間町4番地）

### シネプラザサントムーン
駿東郡清水町・サントムーン柿田川内にあるシネマコンプレックス。静岡県内最大の12スクリーン・総座席数2,004席を保有する（2012年12月現在）。6本観ると1本が無料で観賞できるカードがある。
サラウンドEXとDTS、DLP上映はは全スクリーンに対応している。
| シアター | 座席数 ※車椅子用のスペース（各館とも2箇所）を含む。 | 備考                                            |
| -------- | --------------------------------------------------- | ----------------------------------------------- |
| 1        | 109                                                 |                                                 |
| 2        | 332                                                 | 3D（RealD方式）対応                             |
| 3        | 332                                                 | 35mm映写機併用 一部の作品で臨場感体感上映を実施 |
| 4        | 108                                                 |                                                 |
| 5        | 139                                                 |                                                 |
| 6        | 108                                                 |                                                 |
| 7        | 108                                                 |                                                 |
| 8        | 108                                                 |                                                 |
| 9        | 220                                                 | 35mm映写機併用                                  |
| 10       | 220                                                 | 3D（RealD方式）対応 35mm映写機併用              |
| 11       | 71                                                  |                                                 |
| 12       | 173                                                 | 3D（RealD方式）対応 35mm映写機併用              |

## かつて運営していた映画館
- 静岡オリオン座（葵区七間町15番地）
定員590人[3]。
- 静岡有楽座（葵区七間町15番地）
定員382人。オリオン座の地下にあった映画館。主に洋画を中心に上映していた。場内ロビーにはパウル・クレーの絵画『船乗りシンドバッド』が展示されていた[4]。
- 静岡ピカデリー1・2（葵区七間町14番地）
日活映画の封切館だった「電気館」の跡地に建てられたピカデリー1（定員463人）は1957年（昭和32年）に「静岡大映劇場」として開業。大映作品の封切館であったが、大映の倒産と初代オリオン座の閉館を機に静岡松竹に改称。その後ピカデリー1となった。
ピカデリー2（定員315人）は1967年（昭和42年）に開業した「静岡名画座」が前身。当初は名画座として営業していたが、次第に洋画のロードショー館となっていった。
東京の丸の内ピカデリー1・2・3系の洋画の大作と邦画をメインに上映していたが、まれに東宝洋画系作品も上映することがあった。
- 静岡小劇場（葵区七間町14番地）
定員90人。ピカデリー1・2があった「静活文化会館」の最上階にあった。静岡南街劇場閉鎖後は、静岡市内唯一の成人向映画館であったが、1970年代には試写会などに時間貸しされることもあった。
- 静岡ミラノ1・2・3（葵区七間町17番地）
昭和初期に存在した「立花館」の跡地に1961年（昭和36年）12月「静岡日活劇場」「銀座劇場」としてオープン。1965年（昭和40年）、日活劇場を分割し「静岡カブキ座」「日活並木座」に、銀座劇場を「静岡ミラノ」に改称。1988年（昭和63年）に「静岡ミラノ1・2・3」となった。

| スクリーン | 座席数 | 音響設備      |
| ---------- | ------ | ------------- |
| ミラノ1    | 240    | DOLBY DIGITAL |
| ミラノ2    | 120    | DOLBY SR      |
| ミラノ3    | 222    | DOLBY SR      |
- 静岡ピカデリーZERO（葵区七間町12番地、シー・ウエーブ七間町[5]内）
定員237人。1955年（昭和30年）に開業し、2002年（平成14年）に新築した東映系映画館「静岡東映」撤退にともないその跡を借り受け、2008年（平成20年）9月13日にオープンした（この時点で静岡市内から東映系列の映画館が姿を消した）。館名の“ZERO”は、原点（ゼロ）に戻り、世界中の素晴らしい映画を届けていきたいという意味からきている。静岡県内初の3Dデジタルシネマシステムを導入していた[6]
- 常盤劇場
沿革については若竹座を参照。

## アミューズメント施設
- ARTIE、GiGO静岡（葵区七間町4番地）

## 関連会社
- 江崎新聞店（親会社）
- 静岡オリココミ
- 静活観光（解散（清算結了））[1] [要出典]
- 静興 [要出典]

## 注・出典
1. ↑  “国税庁法人番号公表サイト   検索結果”. ２０２１年８月９日閲覧。 エラー: 閲覧日が正しく記入されていません。